# Fernando Dente
Fernando Dente (Buenos Aires, Argentína, 1990. január 7. –) argentin színész, énekes, táncos, színházi rendező. 
Legismertebb alakítása Victor Gutiérrez a 2019-től futó Bia című sorozatban. Ezen kívül az Viva High School Musical – Argentína című filmben is szerepelt.

## Fiatalkora
Három testvére van: Guido, Lucas és Thomas. Édesanyja, Ada Rizzuti 2009-ben, édesapja, Joseph 2014 márciusában hunyt el.

## Pályafutása
2007-ben Agustina Verával megnyerték a High School Musical: The Selectiont, ezzel megkapták a főszerepet a Szerelmes hangjegyek argentin változatában. A filmet 2008-ban mutatták be Viva High School Musical – Argentína címmel.

## Filmográfia

### Film
| Év   | Magyar cím                           | Eredeti cím                     | Szerep | Magyar hang           |
| ---- | ------------------------------------ | ------------------------------- | ------ | --------------------- |
| 2008 | Viva High School Musical – Argentína | High School Musical: El Desafío | Fer    | Czető Roland[forrás?] |
| 2016 |                                      | Al Borde                        | Franco |                       |

### Televízió
| Év    | Magyar cím | Eredeti cím      | Szerep              | Megjegyzések                               |
| ----- | ---------- | ---------------- | ------------------- | ------------------------------------------ |
| 2009  |            | Enseñame a vivir | Miguel Angel "Macu" | mellékszereplő                             |
| 2012  |            | Historia Clinica | Alejandro Storni    | 1 epizód                                   |
| 2014  | Violetta   | Violetta         | Martín Rosetti      | 7 epizód                                   |
| 2019– | Bia        | Bia              | Victor Gutiérrez    | - főszereplő - magyar hangja: - Csík Csaba |